# 아르고 (비디오 게임)
아르고는 지포레스트에서 개발하고 엠게임에서 배급중인 시간여행을 주제로 대규모 다중 사용자 온라인 롤플레잉 게임 이다.
2009 브랜드 뉴 엠게임에서 처음으로 공개되어 2009년 6월 25일 티져오픈되었으며, 2009년 10월 1차 CBT를 했다.
2010년 8월 5일 정식 오픈을 하여, 2010년 대한민국 게임대상에서 우수상을 수상하였다.
2012년 12월 20일 서비스를 일시 종료하였고, 2013년 3월 28일에 서비스를 재개했으나, 6월 13일 이후로 업데이트가 중단되었다.